# Stagno di Sale E' Porcus
Stagno di Sale E' Porcus este o arie protejată (arie de protecție specială avifaunistică — SPA) din Italia întinsă pe o suprafață de 473 ha, integral pe uscat.

## Localizare
Centrul sitului Stagno di Sale E' Porcus este situat la coordonatele 40°00′58″N 8°26′26″E / 40.016076°N 8.440541°E.

## Înființare
Situl Stagno di Sale E' Porcus a fost declarat arie de protecție specială avifaunistică în iulie 2009 pentru a proteja 22 de specii de animale.

## Biodiversitate
Situată în ecoregiunea mediteraneană, aria protejată conține 4 habitate naturale: Stepe sărăturate mediteraneene (Limonietalia), Pășuni mediteraneene udate de apa mării (Juncetalia maritimi), Lagune de coastă, Tufărișuri halofile mediteraneene și termo-atlantice (Sarcocornetea fruticosi).
La baza desemnării sitului se află mai multe specii protejate:
- păsări (20): pescăruș albastru (Alcedo atthis), Alectoris barbara, egretă mare (Ardea alba), prundăraș de sărătură (Charadrius alexandrinus), erete de stuf (Circus aeruginosus), erete vânăt (Circus cyaneus), egretă mică (Egretta garzetta), pescăriță râzătoare (Gelochelidon nilotica), cocor (Grus grus), piciorong (Himantopus himantopus), Larus audouinii, Larus genei, vultur pescar (Pandion haliaetus), Phoenicopterus ruber, țigănuș (Plegadis falcinellus), ploier auriu (Pluvialis apricaria), ciocântors (Recurvirostra avosetta), chiră de baltă (Sterna hirundo), chiră mică (Sternula albifrons), chiră de mare (Thalasseus sandvicensis)
- pești (1): Aphanius fasciatus
- reptile (1): țestoasa de baltă (Emys orbicularis)

Pe lângă speciile protejate, pe teritoriul sitului au mai fost identificate 47 de specii de păsări, 2 specii de amfibieni.